# Ruissaari, Tervola
Ruissaari är en ö i Kemi älv i Finland. Ön ligger i kommunen Tervola i den ekonomiska regionen  Kemi-Torneå och landskapet Lappland, i den norra delen av landet, 700 km norr om huvudstaden Helsingfors.